# Weitbruch
Weitbruch – miejscowość i gmina we Francji, w regionie Grand Est, w departamencie Dolny Ren.
Według danych na rok 1990 gminę zamieszkiwały 2323 osoby, a gęstość zaludnienia wynosiła 154 osób/km² (wśród 903 gmin Alzacji Weitbruch plasuje się na 104. miejscu pod względem liczby ludności, natomiast pod względem powierzchni na miejscu 130.).